# Moa Martinson

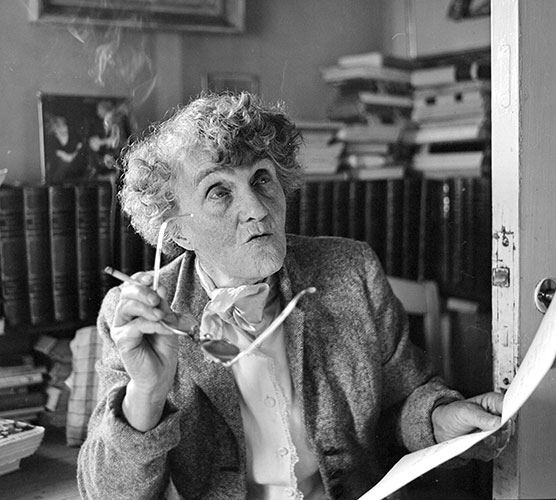
Moa Martinson (1957)

Moa Martinson, geboren als Helga Maria Swarts, oder Svarts (* 2. November 1890 in Östergötland; † 5. August 1964 in Södermanland) war eine schwedische Schriftstellerin.

## Leben

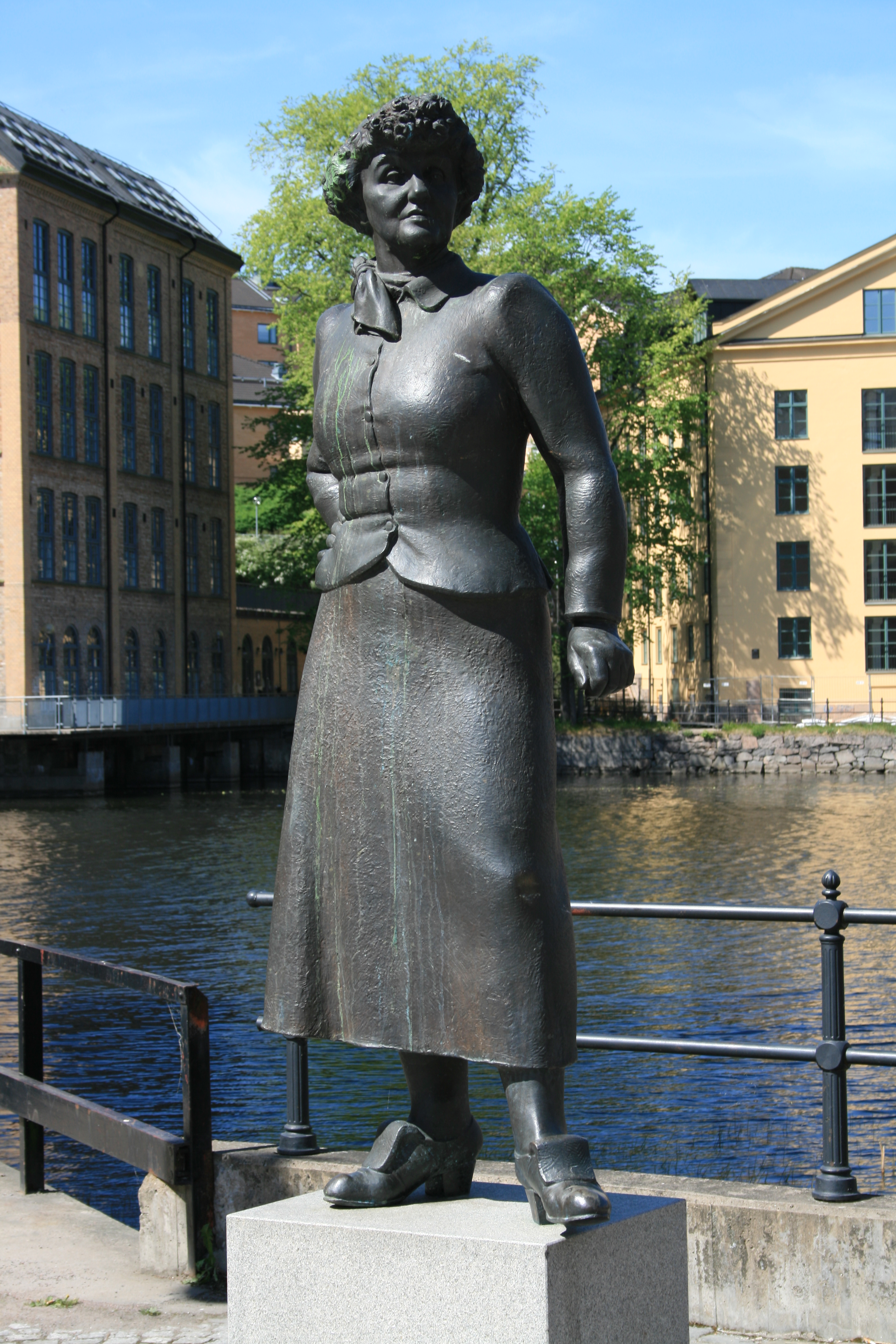
Statue von Moa Martinson in Norrköping

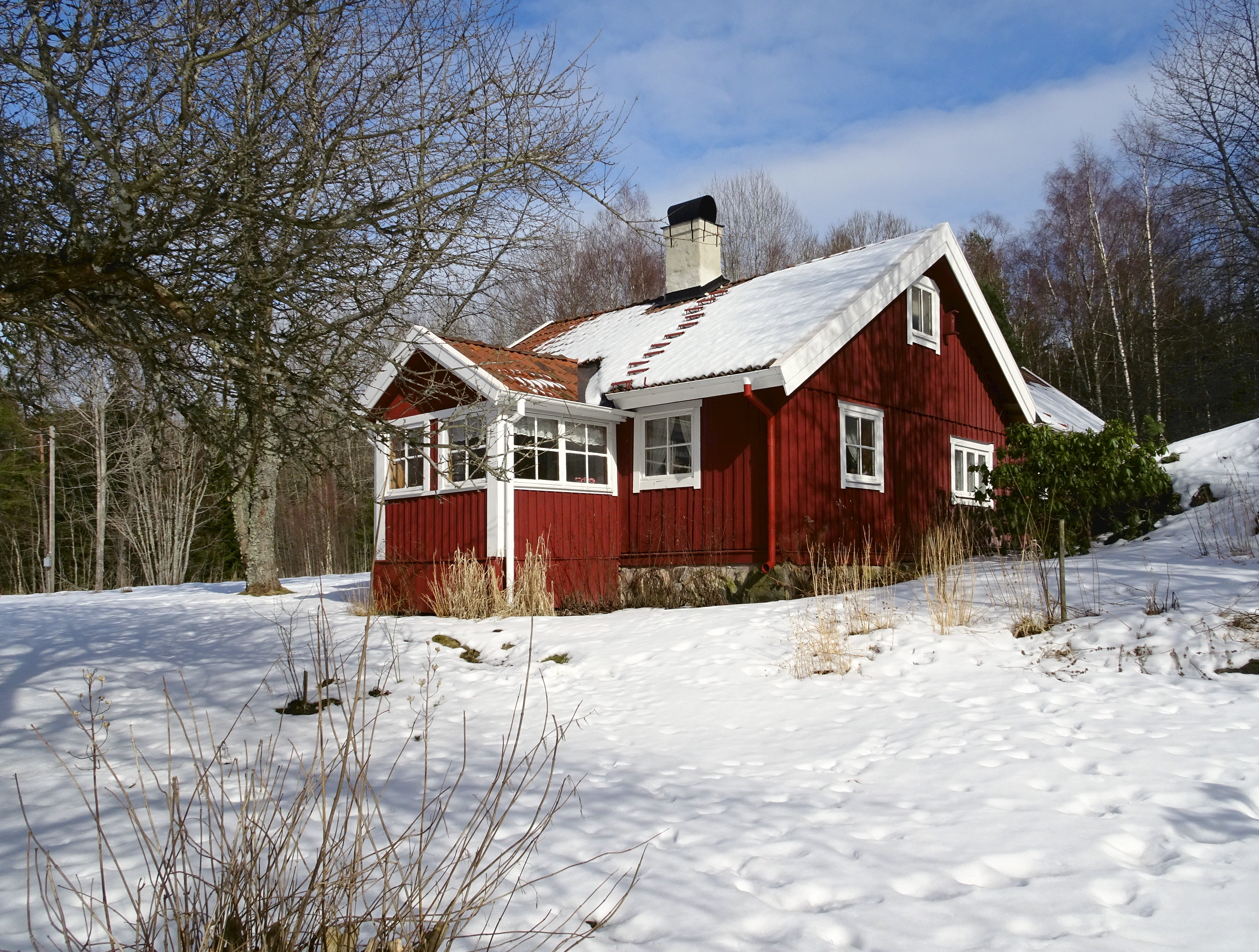
Die Hütte „Johannesdal“ war Moa Martinssons Zuhause

Martinson war die uneheliche Tochter von Kristina Swartz, eines 19-jährigen Dienstmädchens und eines wohlsituierten verheirateten Mannes. In ihren autobiografischen Texten erzählt sie, dass die Mutter sich nach der Geburt der Tochter als Textilarbeiterin in Norrköping arbeiten musste, um den Lebensunterhalt zu verdienen. Zeitweise lebte die Tochter im Heim oder bei den Großeltern. Spätestens ab dem Schulalter hatte sie einen Stiefvater, den Gärtner Alfred Karlsson, der außerhalb von Norrköping seinen Dienst verrichtete und ein Trinker gewesen sein soll. Ihre Mutter hatte noch weitere Kinder, die jedoch alle starben. Sie verbrachte ihre Jugend in Norrköping und arbeitete später als Küchenhilfe in Stockholm.
Sie absolvierte eine Ausbildung zur Kellnerin. Am 23. April 1922 heiratete sie in Sorunda den Gelegenheitsarbeiter Karl Johan Leonard Johansson (* 20. November 1881; † 14. Januar 1928), dem sie in den Jahren 1910 bis 1916 schon fünf Söhne geboren hatte: Olof, Tore, Erik, Knut und Manfred. Am 18. November 1922 begann sie auch Beiträge als Autorin in der linksradikalen Presse zu veröffentlichen. Sie schrieb unter dem Pseudonym „Helga“ oder „H.J.“ für die Frauenseite Kvinnan och hemmet der Arbeiterzeitung, die von Elise Ottesen-Jensen herausgegeben wurde, mit der sie befreundet war. Nach dem Selbstmord ihres Mannes und dem Tod zweier Söhne heiratete sie am 3. Oktober 1929 den Schriftsteller Harry Martinson, der gerade mit der Gedichtesammlung „Spökskeppet“ (Das Geisterschiff) sein literarisches Debüt gab. Sie selbst war Autodidaktin beschrieb in ihren autobiographischen Werken Erlebnisse aus dem Arbeitermilieu. Dabei konzentrierte sie ich insbesondere auf die Situation der Arbeiterfrauen. Inspiriert durch die Lektüre der Werke von Fjodor Michailowitsch Dostojewski, Maxim Gorki sowie vor allem von Martin Andersen Nexø begann sie selbst eine schriftstellerische Tätigkeit und gab 1933 mit dem Roman Kvinnor och äppelträd ihr literarisches Debüt. Die Ehe mit Harry Martinson wurde 1941 geschieden.

## Publikationen (Auswahl)
Internationale Aufmerksamkeit erreichte sie insbesondere durch eine autobiografische Tetralogie, die ihr eigenes frühes Elend und Leben im Proletariat darstellte.
- Mutter heiratet. 5. Auflage. Dietz, Berlin 1962 (schwedisch: Mor gifter sig. 1936. Übersetzt von Karl Schodder).
- Kirchliche Trauung. 4. Auflage. Dietz, Berlin 1962 (schwedisch: Kyrkbröllop. 1938. Übersetzt von Karl Schodder).
- Die Rosen des Königs. 3. Auflage. Volk und Welt, Berlin 1964 (schwedisch: Kungens rosor. 1938. Übersetzt von Karl Schodder).
- Jag möter en diktare. Stockholm 1950 (Ich treffe einen Dichter).

Weiteren Romane und Erzählungen:
- Frauen und Apfelbäume. Atrium-Verlag, Zürich 2007, ISBN 978-3-85535-500-6 (schwedisch: Kvinnor och äppelträd. 1933. Übersetzt von Birgitta Kicherer).
- Rågvakt: berättelse. Arbetarkulturs förlag, Stockholm 1935.
- Die Frauen von Kolmården. Düsseldorf 1942 (schwedisch: Drottning Grågyllen. 1937. Übersetzt von Ilse Meyer-Lüne).
- Weg unter den Sternen. Drei Eulen-Verlag, Düsseldorf 1949 (schwedisch: Vägen under stjärnorna. 1940. Übersetzt von Ilse Meyer-Lüne).
- Armén vid horisonten. Tidens Förlag, Stockholm 1942.
- Der unsichtbare Liebhaber. Dietz, Berlin 1960 (schwedisch: Den osynliga älskaren. 1943. Übersetzt von Karl Schodder).

Daneben veröffentlichte sie auch Artikel, Gedichte, Glossen, Novellen in Frauenzeitschriften.